# Griceus buskeyi
Griceus buskeyi är en kräftdjursart som beskrevs av Ferrari och Markhaseva 2000. Griceus buskeyi ingår i släktet Griceus och familjen Arietellidae. Inga underarter finns listade i Catalogue of Life.